# 여기에 있던 것
《여기에 있던 것》(ここにいたこと 코코니이타코토[*])은 AKB48의 첫 번째 오리지널 앨범이다. 2011년 6월 8일 You, Be Cool!를 통해 발매되었다.
이전까지 발매된 AKB48의 음반은 이미 발매된 노래를 다시 수록하는 경향이 강했으나 이번 음반은 2010년에 발매한 싱글과 극장 공연곡 1곡, 2011년 초에 개봉된 영화 주제가를 제외하고는 모두 신곡이 수록됐다.
음반은 높은 판매량을 기록했다. 발매 첫 주 약 60만 2천 장이 팔리며 오리콘 주간 음반순위에서 1위를 기록했으며, 발매 첫 주 판매량만으로 2011년 상반기 오리콘 음반순위 2위를 차지했다.. 또 발매된 6월에 1백만 장 이상 출하를 뜻하는 일본 레코드 협회의 밀리언 인증을 받았다.

## 발매
2011년 2월 21일, 음반 이름은 미정이며 싱글 〈포니테일과 슈슈〉와 〈헤비 로테이션〉, 〈Beginner〉, 〈찬스의 차례〉과 신곡이 수록된 AKB48의 첫 정규 음반이 2011년 4월 6일에 발매 예정이라고 발표됐다. 한정판과 통상판, 극장판으로 발매되며 한정판에는 니나가와 미카가 촬영한 100페이지 사진집과 14종류 가운데 임의로 포함된 1장의 멤버 사진, AKB48 특별 선물 응모 추첨권이 포함되어 있고 극장판에는 악수회권과 임의의 멤버 사진이 포함되어 있다. 또 한정판에는 음반에 수록된 이전에 발매한 싱글 4곡의 안무 영상이 수록된 DVD가 포함되어 있다.
상세 정보는 2011년 3월 5일에 열린 AKB48의 악수회 행사에서 발표됐다. 수록곡 16곡 가운데 11곡이 신곡이며, AKB48 영화 《AKB48: 끝나지 않을 이야기》의 주제가인 〈소조타치요〉가 음반에 수록되며 이 노래에 자매 그룹인 SKE48과 SDN48, NMB48도 참가할 예정이라는 것이었다.
2011년 도호쿠 지방 태평양 해역 지진이 발생해 음반 발매일이 2011년 6월 8일로 미뤄졌으며 음반 수익금 중 일부가 재해 지역 주민들을 위한 의연금으로 사용됐다. 또 극장반 특전으로 제공될 예정이었던 악수회권과 멤버 사진은 선택할 수 있는 멤버 사진 5장으로 대체됐다.

## 수록곡
CD
전체 작사: 아키모토 야스시
| #   | 제목                                                         | 음악가                                                                                         | 재생 시간 |
| --- | ------------------------------------------------------------ | ---------------------------------------------------------------------------------------------- | --------- |
| 1.  | 〈少女たちよ 소조타치요[*]→소녀들이여〉                      |                                                                                                |           |
| 2.  | 〈Overtake〉                                                 | 팀 A                                                                                           |           |
| 3.  | 〈僕にできること 보쿠니데키루코토[*]→내가 할 수 있는 것〉    | 팀 K                                                                                           |           |
| 4.  | 〈恋愛サーカス 렌아이서커스[*]→연애 서커스〉                 | 팀 B                                                                                           |           |
| 5.  | 〈風の行方 가제노유쿠에[*]→바람의 방향〉                     | 쿠라모치 아스카, 사시하라 리노, 다카하시 미나미 오시마 유코, 미네기시 미나미, 카시와기 유키    |           |
| 6.  | 〈わがままコレクション 와가마마컬렉션[*]→멋대로 컬렉션〉     | 오타 아이카, 마에다 아미, 코모리 미카 사토 스미레, 와타나베 마유, 마츠이 쥬리나                |           |
| 7.  | 〈人魚のバカンス 닌교노바캉스[*]→인어 바캉스〉               | 타카죠 아키, 니토 모에노, 요코야마 유이 카사이 토모미, 키타하라 리에, 사토 아미나, 마스다 유카 |           |
| 8.  | 〈君と僕の関係 기미토보쿠노칸케이[*]→너와 나의 관계〉        | 마에다 아츠코, 이타노 토모미                                                                   |           |
| 9.  | 〈イイカゲンのススメ 이카겐노스스메[*]→적당히 가자〉         | 카타야마 하루카, 코지마 하루나, 시노다 마리코 아키모토 사야카, 미야자와 사에, 마츠이 레나      |           |
| 10. | 〈High School Days〉                                         | 팀 겐큐세이                                                                                    |           |
| 11. | 〈チームB推し 팀 B 오시[*]→팀 B 팬〉                         | 팀 B                                                                                           |           |
| 12. | 〈チャンスの順番 찬스노준반[*]→찬스의 차례〉                 |                                                                                                |           |
| 13. | 〈Beginner〉                                                 |                                                                                                |           |
| 14. | 〈ポニーテールとシュシュ 포니테루토슈슈[*]→포니테일과 슈슈〉 |                                                                                                |           |
| 15. | 〈ヘビーローテーション 헤비로테이션[*]〉                     |                                                                                                |           |
| 16. | 〈ここにいたこと 고코니이타코토[*]→여기에 있던 것〉          | AKB48, SKE48, SDN48, NMB48                                                                     |           |

한정판 DVD
| #  | 제목                                                         | 재생 시간 |
| -- | ------------------------------------------------------------ | --------- |
| 1. | 〈ポニーテールとシュシュ 포니테루토슈슈[*]→포니테일과 슈슈〉 |           |
| 2. | 〈ヘビーローテーション 헤비로테이션[*]〉                     |           |
| 3. | 〈Beginner〉                                                 |           |
| 4. | 〈チャンスの順番 찬스노준반[*]→찬스의 차례〉                 |           |

## 차트 순위
| 차트                           | 최고 순위 |
| ------------------------------ | --------- |
| 오리콘 주간 음반               | 1         |
| 오리콘 연간 음반 (2011년)      | 2         |
| 빌보드 재팬 연간 음반 (2011년) | 4         |

| 기관        | 인증   | 출하수     |
| ----------- | ------ | ---------- |
| 일본 (RIAJ) | 밀리언 | 1,000,000+ |

## 특전

### 한정판
- 니나가와 미카가 촬영한 100페이지 사진집
- 멤버 사진 (14종 가운데 1종)
- AKB48 특별 선물 응모 추첨권

### 읿반판
- 갈아 끼울 수 있는 또 다른 자켓 14종 (7장, 양면)

### 극장판
- 갈아 끼울 수 있는 또 다른 자켓 14종: 제복편 (7장, 양면)
- 선택할 수 있는 멤버 사진 5장 (총 2,100종)

## 발매일
| 국가     | 날짜           | 포맷                    | 레이블               |
| -------- | -------------- | ----------------------- | -------------------- |
| 일본     | 2011년 6월 8일 | CD+DVD, CD, 디지털 음원 | You, Be Cool!        |
| 대한민국 | 2018년 8월 3일 | 디지털 음원             | 스톤뮤직엔터테인먼트 |